# Jimi Santala
Jimi Santala (* 5. April 1988 in Helsinki) ist ein finnischer Eishockeyspieler, der seit 2018 bei Kiekko-Espoo in der dritten finnischen Eishockeyliga, der Suomi-sarja unter Vertrag steht.

## Karriere
Jimi Santala begann seine Karriere als Eishockeyspieler in der Nachwuchsabteilung der Espoo Blues, in der er bis 2005 aktiv war. Anschließend verbrachte er ein Jahr bei den U18- bzw. U20-Junioren des HPK Hämeenlinna, ehe er für weitere zwei Jahre zu den Espoo Blues zurückkehrte, für deren U20-Junioren er in der höchsten finnischen Juniorenspielklasse Nuorten SM-liiga spielte. Von 2008 bis 2010 lief der Verteidiger in der Mestis, der zweiten finnischen Spielklasse, für Mikkelin Jukurit, Kiekko-Vantaa und RoKi auf.
Zur Saison 2010/11 wechselte Santala zum HC Morzine-Avoriaz in die französische Ligue Magnus. Nach einem Jahr dort wechselte er innerhalb der Liga zum Topteam Dragons de Rouen, mit denen er in der Saison 2011/12 auf Anhieb den französischen Meistertitel gewann. Auf europäischer Ebene war er mit seiner Mannschaft zudem im IIHF Continental Cup erfolgreich. Die folgendes zwei Saisons spielte er für den Ligakonkurrenten Les Gothiques aus Amiens, mit denen er in den Play-offs früh ausschied. 2014 kehrte in die 2. finnische Liga zurück und trat zwei Spielzeiten für LeKi. Von der Saison 2016/17 an spielte er bei den nach der Insolvenz von Espoo Blues neu gegründeten Espoo United.
Für ein Try-Out wechselte er im Januar 2018 erneut ins Ausland und absolvierte acht Partien bei den Lausitzer Füchsen in Weißwasser.

## Erfolge und Auszeichnungen
- 2012 IIHF Continental Cup mit den Dragons de Rouen
- 2012 Französischer Meister mit den Dragons de Rouen

## Ligue Magnus-Statistik
(Stand: Ende der Saison 2011/12)